# La Ville éternelle (film, 1915)
Pour les articles homonymes, voir La Ville éternelle (homonymie) et The Eternal City.
Pour plus de détails, voir Fiche technique et Distribution.
La Ville éternelle (titre original : The Eternal City) est un film américain réalisé par Hugh Ford et Edwin S. Porter, et sorti en 1915.
Produit par Adolph Zukor , le film est basé sur un roman éponyme de Hall Caine. Il marque les débuts de l'actrice Pauline Frederick au cinéma.

## Synopsis
L'épouse de Leone, membre de la Garde pontificale, se croyant abandonnée, laisse son jeune fils David aux Sœurs de la Charité et se suicide. Le petit David est élevé par les sœurs, et remis à un tuteur, qui l'emmène à Londres où le maltraite. David se lie d'amitié avec le Dr Roselli, un exilé politique, et devient le compagnon de jeu de Roma, la fille du médecin. Des années plus tard, Roma devient la pupille du baron Bonelli et est censée être devenue sa maîtresse. David de son côté est devenu un agitateur socialiste, et est particulièrement passionné dans la dénonciation du baron, qui devient premier ministre de l'Italie. Le baron s'arrange pour faire tuer David mais Roma le sauve. Plus tard, elle est incitée à le trahir par des promesses mensongères de clémence pour son mari. David pense que Roma l'a trahi intentionnellement. Il tue le baron et Roma assume la responsabilité du crime. David s'est lié d'amitié avec le pape, découvre qu'il est son père et, grâce à l'influence du pape, Roma est libérée et réunie à son mari.

## Fiche technique
- Titre original : The Eternal City
- Réalisation : Hugh Ford et Edwin S. Porter
- Scénario : basé sur un roman de Hall Caine
- Production : Adolph Zukor
- Société de production : Famous Players-Lasky
- Dates de sortie : 
  - États-Unis : 12 avril 1915

## Distribution
- Pauline Frederick : Donna Roma
- Thomas Holding : David Rossi
- Kittens Reichert : Little Roma
- Arthur Oppenheim : David
- George Stillwell : Leone
- Della Bella : femme de Leone
- Frank Losee : Baron Bonelli
- Fuller Mellish : Pape Piux XI
- Joseph Jiquel Lanoë : Charles Minghelli
- George Majeroni : Dr. Roselli
- John Clulow : Bruno Rocco
- Amelia Rose : Elena Rocco
- Freddie Verdi : Joseph Rocco
- Lottie Alter : Princesse Bellini
- Lawrence Grant : l'ambassadeur

## Production
Le film a été tourné à Londres et à Rome, ainsi que dans les jardins du Vatican, mais a été interrompu par la guerre, le reste du film ayant été tourné à New York.